# Танковый батальон (фильм)
«Танковый батальон» — комедийный кинофильм, выпущенный в прокат 29 мая 1991 года в Чехословакии. Экранизация произведения, автор которого — Йозеф Шкворецкий.

## Сюжет
Чехословакия, 1953 год. Выпускник университета Дани Смиржицкий оказывается призван в армию. Его отношение к службе, как и многих других новобранцев, идёт вразрез с существующей идеологией и властью военных. Вместе с друзьями он пытается противостоять офицерской глупости и хамству. Одним из проявлений этого становится роман Смиржицкого, постоянно вспоминающего об оставшейся недоступной для него девушке Лизетке из Праги, с женой одного из своего командиров, Янинкой Пинкасовой.

## В ролях
- Лукаш Вацулик — Дани
- Роман Скамене
- Симона Хитрова
- Витезслав Яндак